# Xarxa de retard de gelosia

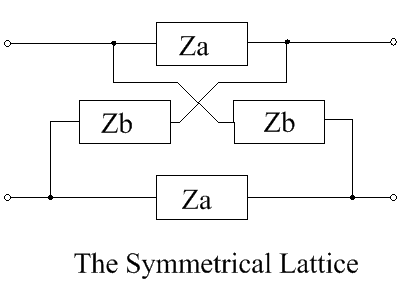
Aquest és un esquema senzill per a la configuració de la xarxa. El diagrama s'utilitza en xarxes de retard Lattice.

Les xarxes de retard de gelosia (Lattice) són un subgrup important de xarxes de gelosia. Són filtres de pas tot, de manera que tenen una resposta d'amplitud plana, però una resposta de fase que varia linealment (o gairebé linealment) amb la freqüència. Tots els circuits de gelosia, independentment de la seva complexitat, es basen en l'esquema que es mostra a continuació, que conté dues impedàncies en sèrie, Za, i dues impedàncies de derivació, Zb. Tot i que hi ha duplicació d'impedàncies en aquesta disposició, ofereix una gran flexibilitat al dissenyador de circuits de manera que, a més del seu ús com a xarxa de retard (com es mostra aquí), es pot configurar per ser un corrector de fase, una xarxa dispersiva., un equalitzador d'amplitud, o un filtre passa-baix (o passa banda), segons l'elecció dels components per als elements de gelosia.
A les xarxes Lattice es mostra que quan una xarxa es configura com a xarxa de retard, té una impedància característica que és resistiva (= Ro), les seves impedàncies Za i Zb són impedàncies duals, és a dir. Za·Zb = Ro2 (o Za/Ro = Ro/Zb) i Za i Zb estan formats per inductors i condensadors. Aquesta gelosia és una xarxa de resistència constant i un filtre de pas total, i té una resposta de fase determinada per les propietats de Za. Això el fa ideal com a dispositiu de retard perquè es pot incloure en una cascada d'altres seccions de filtre sense afectar la resposta d'amplitud global, ni crearà problemes de desajust, però augmentarà el pendent de fase (és a dir, el retard) del conjunt general.
Per aconseguir el retard desitjat, cal triar components específics per a Za i Zb, i els mètodes de disseny per fer-ho es donen en seccions posteriors. No obstant això, independentment del mètode utilitzat, les xarxes només aconsegueixen un retard constant sobre una banda finita de freqüències, de manera que si cal un augment de l'amplada de banda i/o retard, calen solucions més complexes per a Za i Zb.
Normalment, Za i Zb són impedàncies d'elements concentrades, adequades per a xarxes que funcionen a freqüències d'àudio o vídeo, però també és possible operar fins a vhf i fins i tot uhf. De vegades, els procediments de disseny poden fer que Za i Zb siguin xarxes molt complicades, però sempre és possible derivar una cascada de gelosies més simples amb característiques elèctriques idèntiques, si es prefereix.

## Mètodes de disseny per a retards de gelosia
Inicialment, els dissenys per a retards de gelosia es basaven en la teoria de la imatge en la qual l'objectiu era simular una longitud finita de línia de transmissió. Més tard, es van introduir mètodes de síntesi de xarxa.
Hi ha diversos procediments de disseny disponibles mitjançant els quals es pot aconseguir una aproximació de fase lineal desitjada, ja sigui màxima plana o amb ondulació. Aquests mètodes inclouen tècniques de la teoria de la imatge, pel mètode analògic potencial i per una expansió de Taylor d'un retard de grup.